# Spirobolomyia latissima
Spirobolomyia latissima är en tvåvingeart som beskrevs av Thomas Pape 1990. Spirobolomyia latissima ingår i släktet Spirobolomyia och familjen köttflugor.
Artens utbredningsområde är Texas. Inga underarter finns listade i Catalogue of Life.